# 10 groszy polskich 1831
10 groszy polskich 1831 – moneta dziesięciogroszowa Królestwa Polskiego okresu powstania listopadowego, bita stemplami przygotowanymi w wyniku decyzji Rządu Tymczasowego z 10 lutego 1831 r., według niezmienionego wagowo systemu monetarnego z 1 grudnia 1815 r., opartego na grzywnie kolońskiej. Wycofano ją z obiegu 1 czerwca 1838 r.

## Awers
Na tej stronie znajduje się ukoronowana dwudzielna tarcza, na której z lewej strony umieszczono polskiego orła, a z prawej pogoń litewską, u góry, w półkolu napis:

KRÓLESTWO POLSKIE

Po obu stronach tarczy rok 18 31.
Orzeł na tarczy herbowej może mieć łapy proste albo zagięte.

## Rewers
Na tej stronie w wieńcu umieszczono nominał 10, pod nim napis „GROSZY”, poniżej „POLS•”, a na samym dole znak intendenta mennicy w Warszawie – K.G. (Karola Gronaua).

## Opis
Monetę bito w mennicy w Warszawie, w bilonie (próby 194), na krążku o średnicy 19 mm, masie 2,9 grama, z rantem gładkim, w nakładzie 6 038 148 sztuk.
Stopień rzadkości rozpoznawanych odmian dziesięciogroszówki przedstawiono w tabeli:
| Moneta                  | Odmiana                                          | Stopień rzadkości | Liczba egzemplarzy | Zdjęcie |
| ----------------------- | ------------------------------------------------ | ----------------- | ------------------ | ------- |
| 10 groszy polskich 1831 | łapy orła proste                                 |                   | > 400 000          |         |
| 10 groszy polskich 1831 | łapy orła zagięte                                |                   | > 400 000          |         |
| 10 groszy polskich 1831 | łapy orła zagięte bez kropki po POLS na rewersie | ?                 | ?                  |         |